# Alberto Pimenta
Alberto Pimenta  (Porto, 26 de Dezembro de 1937) é um escritor, poeta e ensaísta português.
Destaca-se entre os autores europeus contemporâneos pelo carácter crítico e irreverente da sua obra, bem como pela diversidade dos meios em que trabalhou: poesia, ficção, teatro, linguística, crítica, televisão, happenings e performances.

## Vida e obra
Pimenta foi Leitor de Português em Heidelberg, contratado pelo governo português a partir de 1960. Devido à sua oposição ao regime fascista português e à política colonialista em África, foi demitido em 1963. Porém, não voltou ao seu país nesse momento, pois foi contratado pela Universidade de Heidelberg. Aí permaneceu até voltar a Portugal em 1977, poucos anos depois da Revolução dos Cravos.
Em 1977, publicou o livro de poesia Ascensão de dez gostos à boca, que sintetiza a combinação, típica desse autor, da experimentação formal com o inconformismo social e político. Nesse mesmo ano, realizou um histórico happening no Jardim Zoológico de Lisboa: trancou-se numa jaula (que ficava ao lado de uma outra onde estavam dois macacos) com uma tabuleta indicando "Homo sapiens". O acontecimento foi registrado no livro homónimo. Também em 1977, lançou o seu livro mais traduzido, "Discurso sobre o filho-da-puta", obra inclassificável que se avizinha do ensaio.
Entre as suas obras teóricas, destacam-se O silêncio dos poetas (1978), lançado originalmente na Itália, e A magia que tira os pecados do mundo (1995). O primeiro livro corresponde a um estudo sobre a poesia concreta (ou concretismo) e visual, principalmente a brasileira e a de língua alemã. O segundo, a uma obra de base teórica antiplatónica dividida em vinte e duas partes, cada uma delas correspondendo a um dos arcanos maiores do tarot. Mitos, arquétipos, literatura, (Dante, Camões, Shakespeare, Fernando Pessoa, António Boto, Emilio Villa, Murilo Mendes, Haroldo de Campos) e artistas plásticos (Oskar Kokoschka, Yves Klein, Pablo Picasso) estão entre os objetos desse livro invulgar.
A partir da década de noventa, a sua obra passou a referir-se mais directamente aos fenómenos ligados à globalização. Ainda há muito para fazer (1998), por exemplo, é um poema longo que parodia os discursos publicitários e da internet, e trata dos efeitos sociais da Guerra de Kosovo e da União Europeia. É também nessa década que participa no programa da SIC A Noite da Má Língua.
Em 2005, lançou Marthiya de Abdel Hamid segundo Alberto Pimenta, livro de poemas a respeito da invasão do Iraque pelos Estados Unidos.
O caráter insurrecto e experimental da sua obra ainda tornam Alberto Pimenta um autor controverso no meio académico português. Actualmente é professor aposentado da Universidade Nova de Lisboa.

## Livros publicados
Poesia
- 1970 - O labirintodonte (Lisboa).
- 1971 - Os entes e os contraentes (Coimbra).
- 1973 - Corpos estranhos (Coimbra).
- 1977 - Ascensão de dez gostos à boca (Coimbra).
- 1980 - Jogo de pedras (Lisboa: Appia) - Antologia.
- 1981 - Canto nono (Lisboa).
- 1982 - Homilíada Joyce (in Joyciana, com Ana Hatherly, E. M. de Melo e Castro e António Aragão, Lisboa: &etc).
- 1983 - In modo di-verso (Salerno: Ripostes).
- 1984 - Adan (Lima: Hueso número).
- 1984 - Read Read & Mad (Lisboa: &etc).
- 1986 - Metamorfoses do vídeo - Antologia com organização de Filipe Liz e António Pocinho (Lisboa: José Ribeiro Editor).
- 1988 - The Rape (Lisboa: Fenda).
- 1990 - Obra quase incompleta (Lisboa: Fenda) - Poesia reunida.
- 1992 - Tomai, isto é o meu porco (Lisboa: Fenda).
- 1992 - A divina multi(co)média (Lisboa: &etc).
- 1993 - Santa copla carnal (Lisboa: Fenda).
- 1996 - A sombra do frio na parede (Porto: Edições Mortas).
- 1997 - Verdichtungen (Viena: Splitter).
- 1998 - As moscas de pégaso (Lisboa: &etc).
- 1998 - Ainda há muito para fazer (Lisboa: &etc).
- 2000 - Ode pós-moderna (Lisboa: &etc).
- 2001 - Grande colecção de inverno 2001-2002 (Lisboa: &etc).
- 2002 - Tijoleira (Lisboa: &etc).
- 2004 - A encomenda do silêncio (São Paulo: Odradek Editorial) - Antologia com organização de Pádua Fernandes e apresentação de João Alexandre Barbosa.
- 2005 - Marthiya de Abdel Hamid segundo Alberto Pimenta (Lisboa: &etc).
- 2006 - Imitação de Ovídio (Lisboa: &etc).
- 2007 - Indulgência plenária (Lisboa: &etc).
- 2007 - Tanto fogo e tanto frio: O último sonho de Olímpio (Lisboa: &etc).
- 2007 - Planta rubra (Lisboa: &etc).
- 2008 - Prodigioso Acanto (Lisboa: &etc).
- 2010 - Registo de viver (Lisboa: Perve Global) - Livro-objeto artístico e filme dirigido por Carlos Cabral Nunes, com participação da soprano Manuela Moniz.
- 2010 - Que lareiras na floresta (Porto: 7 Nós) - Antologia com organização de Júlio do Carmo Gomes e de Alberto Pimenta.
- 2011 - Reality Show ou Alegoria das Cavernas (Mia Soave).
- 2011 - O Desencantador (Porto: 7 Nós).
- 2012 - Al Face-Book (Porto: 7 Nós).
- 2012 - De nada (Lisboa: Boca) - Áudio livro.
- 2014 - Autocataclismos (Lisboa: Pianola Editores)
- 2016 - Nove Fabulo, o Mea Vox | De Novo Falo, a Meia Voz (Lisboa: Pianola Editores)
- 2018 - Pensar Depois | No Caminho (Lisboa: Edições do Saguão)
- 2019 - Zombo (Lisboa: Edições do Saguão)
- 2021 - Ilhíada (Lisboa: Edições do Saguão)

Prosa
- 1977 - Discurso sobre o filho-da-puta (Lisboa: Teorema)
- 1980 - Discorso sul figliodiputtana (Milão: All'Insegna del Pesce)
- 1980 - Bestiário Lusitano (Lisboa: Appia)
- 1982 - Discurso sobre o filho da puta (Rio de Janeiro: Codecri)
- 1984 - As 4 estações (Lisboa: &etc)
- 1988 - Sex shop suey (Lisboa: &etc)
- 1990 - Discurso sobre el hijo de puta (Valencia: Víctor Orenga)
- 1994 - O terno feminino (Lisboa: &etc)
- 1996 - Adresse aux fils de pute (Paris: L'insomniaque)
- 1997 - A repetição do caos (Lisboa: &etc)
- 1999 - Elles: um epistolado (com Ana Hatherly; Lisboa: Escritor)
- 2000 - Discurso sobre o filho-de-deus, ao qual se segue o Discurso sobre o filho-da-puta (Lisboa: Teorema)
- 2004 - Deusas ex-machina (Lisboa: Teorema)
- 2010 - Discurso Sobre o Filho-da-Puta (Porto: 7 Nós)
- 2014 - Bestiário Lusitano (2ª edição, Lisboa: Momo)

Teoria
- 1978 - Il silenzio dei poeti (Milão: Feltrinelli)
- 1978 - O silêncio dos poetas (Lisboa: A regra do jogo)
- 1982 - A (más)cara diante da cara (com João Barrento, Eulália Barros e Y. K. Centeno; Lisboa: Presença)
- 1989 - A metáfora sinistra (Lisboa: Quimera)
- 1995 - A magia que tira os pecados do mundo (Lisboa: Cotovia)
- 2003 - O silêncio dos poetas (edição revista e ampliada com A dimensão poética das línguas; Lisboa: Cotovia)

## Outros
Livros que registam performances, atos poéticos, happenings, exposições e espetáculos
- 1977 - Homo sapiens (Lisboa: &etc)
- 1979 - Heterofonia (Lisboa: &etc)
- 1982 - A visita do Papa (Lisboa: &etc)
- 1983 - Tríptico (Homo sapiens, SPECtacULU, Conductus) (Lisboa: &etc)
- 1983 - Uni-verso pro-Lixo (Lisboa: Escola Superior de Belas-Artes)
- 1985 - O desafio da mundança (Lisboa: Escola Superior de Belas-Artes)
- 1990 - Um enlace feliz (Lisboa: Destinos)
- 1992 - IV de ouros (Lisboa: Fenda)
- 2001 - Selos (em Selos de Waldemar Santos; Porto: Éterogémeas)

Preparação de edições
- 1978 - Almeida Garrett: O magriço ou Os doze da Inglaterra (texto fixado e comentado; Lisboa: Edições 70)
- 1978 - José Daniel Rodrigues da Costa: O balão ou os habitantes da lua (texto comentado; Lisboa: Edições 70)
- 1982 - Musa antipombalina (sátiras anónimas ao Marquês de Pombal) (Lisboa: A regra do jogo)

Participações em filmes
- 2002 - Fiquem Qom a Qultura, eu fiko kom o Brazil - (Cine-performance de Alberto Pimenta Filme/Instalação de Edgar Pêra, 2002)
- Hortense visita Lícinio - Curta-metragem/Instalação de Edgar Pêra, 2014.
- 2018 - O Homem Pykante - Diálogos com Pimenta - Filme de Edgar Pêra.